# Житикаринское месторождение золота
Житикаринское месторождение золота находится в Костанайской области Казахстана, близ города Житикара. Открыто в 1910 году, разрабатывалось с 1911 по 1960 годы. Месторождение расположено в серпентинитах и плагиогранитах, рассеченных разломами широтного и меридианного простирания, и в отложениях палеозойских вулканогенных пород. Золотоносные жилы сконцентрированы в верхней части плагиогранитных интрузивов, пронизанных густой сетью серпентинитов. Углы падения 19—65°. Жилы состоят в основном из кварца (60—95 %), а также анкерита, кальцита и серицита. Рудные минералы: пирит, арсенопирит, галенит, сфалерит, халькопирит, самородное золото и серебро. По дореволюционным данным, на месторождении добывалось 25 кг золота в год. В настоящее время месторождение не разрабатывается.